# Jim King
James Staton "Country" King (ur. 7 lutego 1941 w Tulsie) – amerykański koszykarz, występujący na pozycji rozgrywającego, uczestnik meczu gwiazd NBA, trener koszykarski.

## Osiągnięcia
NCAA
- Zaliczony do składów:
  - All-MVC First Team (1962, 1963)
- Uczelnia Tulsa zastrzegła należący do niego numer 24

NBA
- 3-krotny finalista NBA (1965–1967)[1]
- Uczestnik NBA All-Star Game (1968)[2]